# Orel Grinfeld
Orel Grinfeld (Qiryat Yam, Israel, 21 d'agost de 1981) és un àrbitre de futbol israelià. És àrbitre FIFA des de l'any 2012.

## Trajectòria
Ha arbitrat partits en el Campionat Europeu Sub-17 de la UEFA 2012. També ha fet d'àrbitre en partits en la Lliga Europa de la UEFA i la Lliga de Campions de la UEFA.
El 2018 va debutar en la Lliga A de la Lliga de les Nacions de la UEFA 2018-19, en el partit entre Bèlgica i Islàndia (2–0).
Va ser àrbitre de l'Eurocopa del 2020, on va xiular el partit entre els Països Baixos i Àustria, 2 a 0, de la segona jornada de la lligueta.